# Monan
Cet article concerne la langue monan. Pour le peuple monan, voir Mona (peuple).
 (décembre 2010).
Si vous disposez d'ouvrages ou d'articles de référence ou si vous connaissez des sites web de qualité traitant du thème abordé ici, merci de compléter l'article en donnant les références utiles à sa vérifiabilité et en les liant à la section « Notes et références ».
Le monan ou mwan est une langue parlée en Côte d'Ivoire, au centre du pays, près de la ville de Mankono.
Langue rare, elle ne comptait, en 1993 que 17 000 locuteurs.

## Écriture
Une orthographe a été développée en 2000 par la SIL ; celle-ci utilise les signes de ponctuation pour indiquer les tons.
Une nouvelle orthographe utilisant les signes diacritiques suscrits pour les tons est adoptée en 2009.
| a | b | bh | c | d | e | ɛ | f | g | gb | i | j | k | kp | l |
| m | n | ŋ  | o | ɔ | p | r | s | t | u  | v | w | y | z  |   |

Dans l’orthographe de 2000, les tons sont indiqués à l’aide de variantes de signes de ponctuation : l’apostrophe pour le ton haut et le signe moins pour le ton bas. Le premier ton est indiqué devant le mot et le second ton est indiqué après le mot s’il est différent dans le mots disyllabiques. Seul le ton de la première syllabe est indiqué pour les mots plus longs.
Dans l’orthographe de 2009, les tons sont indiqués à l’aide de signes diacritiques : le ton haut avec l’accent aigu, le ton moyen sans signe diacritique, le ton bas avec l’accent grave.
| Sens    | Prononciation | 2000  | 2009          |
| ------- | ------------- | ----- | ------------- |
| /fɛ́/    | ʼfɛ           | fɛ́    | maison        |
| /wɛ̄/    | wɛ            | wɛ    | sel           |
| /yì/    | ˗yi           | yì    | eau           |
| /pénĩ́/  | ʼpeni         | péní  | dard          |
| /bīē/   | bie           | bie   | éléphant      |
| /vàkɔ̀/  | ˗vakɔ         | vàkɔ̀  | canne à sucre |
| /púbɔ̄/  | ʼpubɔ˗        | púbɔ̀  | saluer        |
| /kpátà/ | ʼkpata˗       | kpáta | claie         |
| /ŋ́kɛ̀nã̀/ | ʼŋkɛna        | ŋ́kɛ̀nà | bonjour       |